# Ангир (Заиграевский район)
Анги́р — улус в Заиграевском районе Бурятии. Входит в сельское поселение «Унэгэтэйское».

## География
Расположен на правом берегу реки Курбы (в 2 км севернее места впадения речки Ангир в Курбу), в 15 км к северо-востоку от центра сельского поселения — села Унэгэтэй. В 1,5 км к юго-востоку от улуса, на левом берегу Курбы, находится село Красный Яр. К западу от улуса расположен Ангирский заказник (основан в 1968 году, площадь территории — 46 680 га).

## Население
| 2002 | 2010 |
| ---- | ---- |
| 172  | ↘158 |

## Инфраструктура
Начальная общеобразовательная школа, фельдшерско-акушерский пункт, почтовое отделение.